# Maria Amélia de Baden
Maria Amélia Isabel Carolina de Baden (em alemão: Marie Amelie Elisabeth Karoline von Baden; Karlsruhe,11 de outubro de 1817 – Baden-Baden, 17 de outubro de 1888) foi uma princesa de Baden que se casou com o nobre escocês, o 11.º Duque de Hamilton e 8.º Duque de Brandon.

## Família
Maria Amélia era a filha mais nova de Carlos II, Grão-Duque de Baden e da sua esposa, a princesa Estefânia de Beauharnais. Os seus avós paternos eram o príncipe-herdeiro Carlos Luís de Baden e a condessa Amália de Hesse-Darmstadt. Os seus avós maternos eram Claude de Beauharnais, 2.º Conde de Roches-Baritaud e Claudine de Lézay-Marnézia. A sua mãe era sobrinha em segundo grau da imperatriz Josefina dos Franceses, esposa do imperador Napoleão I. Era tia do rei Carlos I da Roménia e da rainha Estefânia de Portugal.

## Casamento e descendência

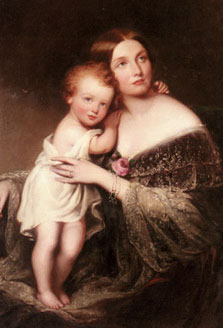
Maria Amélia com o filho William.

Em 23 de fevereiro de 1843 Maria casou-se em Mannheim com William Hamilton, Marquês de Douglas e Clydesdale, um nobre escocês que, depois da morte do pai, se tornou Duque de Hamilton. O casal teve dois filhos e uma filha:
- William Douglas-Hamilton, 12.º Duque de Hamilton (12 de março de 1845 – 16 de maio de 1895), casado com Lady Mary Montagu; com descendência.
- Charles Douglas-Hamilton, 7.º Conde de Selkirk (18 de maio de 1847 – 2 de maio de 1886), tenente dos 11º regimento de hussardos; sem descendência.
- Maria Vitória Hamilton (11 de dezembro de 1850 – 14 de maio de 1922); casada primeiro com o príncipe Alberto I do Mónaco; com descendência. Casada depois com o príncipe Tássilo Festetics de Tolna; com descendência.

## Vida posterior
Depois de se casar, Maria mudou-se para o Castelo de Brodick na Ilha de Arran e depois para o Palácio de Hamilton em Lanarkshire, na Escócia. O seu marido tornou-se duque de Hamilton após a morte do pai em 1852. Maria converteu-se ao catolicismo em 1855.
Depois da morte do marido em 1863 passou a ser a duquesa-viúva de Hamilton.
Pela sua filha é trisavó do actual príncipe do Mónaco, Alberto II.